# U-Boot Tipo II
Soprannominati Einbaum (piroga) dai loro equipaggi, gli U-Boot tipo II furono la prima classe di sottomarini costruiti per la Kriegsmarine dopo la prima guerra mondiale. Mentre il vecchio prototipo I (che sarebbe alla fine evoluto nell'U-Boot da grandi distanze IX) era stato progettato come un sottomarino da flotta, il tipo II era progettato come natante costiero a corto raggio, soprattutto per uso difensivo. Il battello prototipo entrò in servizio con la Merivoimat, la marina finlandese, e prese il nome di Vesikko, venendo impiegato contro le forze navali sovietiche del Baltico durante le Operazioni navali nella guerra d'inverno.
A causa del loro limitato raggio d'azione e dell'armamento relativamente debole (tre tubi lanciasiluri e una mitragliatrice), dopo il 1940 gli U-Boot di tipo II vennero utilizzati soprattutto per l'addestramento.
Comunque 6 modelli II-B vennero smontati e trasportati via chiatta, strada e ferrovia al porto di Constanţa, sul Mar Nero, da dove agirono contro la marina sovietica.

## Tipo II-A
(la variante originale, di cui furono prodotti 6 esemplari (U1 - U6) tutti nel 1935.)
- Dislocamento: 254 t (in emersione), 303 t (in immersione)
- Lunghezza: 40,90 m
- Larghezza: 4,08 m
- Pescaggio: 3,83 m
- Altezza: 8,60 m
- Potenza massima: 700 hp (in emersione, 360 hp (in immersione)
- Velocità massima: 13,0 nodi (in emersione), 6,9 nodi (in immersione)
- Autonomia: 1050 mn (a 12 nodi in emersione), 1600 mn (a 8 nodi in emersione), 35 mn (a 4 nodi in immersione)
- Profondità: 100 m (operativa), 150 m (massima)
- Tempo di immersione: 35 s
- Tubi lanciasiluri: 3 a prua, 0 a poppa
- Ricariche: 2
- Mine: 12 TMA
- Cannoni: 1 mitragliatrice da 20 mm
- Equipaggio: 22-24 uomini

### Lista dei battelli Tipo IIA
- U-1
- U-2
- U-3
- U-4
- U-5
- U-6

## Tipo II-B
(Varato per la prima volta nel 1935, il Tipo II-B rappresentò un tentativo di incrementare l'autonomia della serie Tipo II. Lo scafo fu incrementato in lunghezza per accomodare un serbatoio di carburante aggiuntivo.)
- Dislocamento: 279 t (in emersione), 329 t (in immersione)
- Lunghezza: 42,7 m
- Larghezza: 4,1 m
- Pescaggio: 3,9 m
- Velocità massima: 13,0 nodi (in emersione), 7,0 nodi (in immersione)
- Autonomia: 3900 mn (a 8 nodi in emersione), 43 mn (a 4 nodi in immersione)
- Profondità: 100 m (operativa), 150 m (massima)
- Tubi lanciasiluri: 3 a prua, 0 a poppa
- Ricariche: 3
- Cannoni: 1 mitragliatrice da 20 mm

## Tipo II-C
(Il Tipo II-C era una versione allungata del Tipo II-B, il che permetteva un ulteriore incremento del raggio d'azione e dello spazio per l'equipaggiamento necessario. Un paio di Tipo II-C furono i primi U-Boot ad essere equipaggiati con dei dispositivi schnorchel operativi che permettevano loro di muoversi grazie ai motori diesel durante l'immersione. Questa variante fu per la prima volta varata nel 1938.)
- Dislocamento: 291 t (in emersione), 341 t (in immersione)
- Lunghezza: 43,9 m
- Larghezza: 4,1 m
- Pescaggio: 3,8 m
- Velocità massima: 12,0 nodi (in emersione), 7,0 nodi (in immersione)
- Autonomia: 4200 mn (a 8 nodi in emersione), 42 mn (a 4 nodi in immersione)
- Profondità: 100 m (operativa), 150 m (massima)
- Tubi lanciasiluri: 3 a prua, 0 a poppa
- Ricariche: 3 a prua
- Cannoni: 1 mitragliatrice da 20 mm

## Tipo II-D
(Questa variante finale del Tipo II aveva dei serbatoi di carburante aggiuntivi “a sella” simili a quelli usati sugli U-Boot Tipo VII, dandogli un raggio d'azione sufficiente ad operare vicino alle Isole della Gran Bretagna. Varato la prima volta nel 1940, il Tipo II-D vide il servizio attivo solamente per un breve periodo, dal momento che fortissima era la necessità di navi di addestramento per le nuove reclute; entro il 1941 tutti questi modelli furono quindi relegati a compiti di addestramento.)
- Dislocamento: 314 tonnellate (in emersione), 364 (in immersione)
- Lunghezza: 44,0 m
- Larghezza: 5,0 m
- Pescaggio: 3,9 m
- Velocità massima: 13,0 (in emersione), 7,9 nodi (in immersione)
- Autonomia: 3450 mn (a 12 nodi in emersione), 56 mn (a 4 nodi in immersione)
- Profondità: 125 m (operativa), 175 m (massima)
- Tempo di immersione: 25 s
- Tubi lanciasiluri: 3 a prua, 0 a poppa
- Ricariche: 2
- Cannoni: 1 mitragliatrice da 20 mm